# 靈魂出竅
靈魂出竅（英語：Out-of-body experience，缩写为OBE或OOBE），又稱离體体验、出體体验，是神秘學中，靈魂離開了生物的肉體，在肉體外活動的行為及經驗。很多人聲稱擁有出體經驗，也有人聲稱任何人通過訓練也可獲得出體能力。

## 瀕死經驗
出體經驗的另一種形式發生在人瀕死的時候。瀕死經驗（NDE）的現象包括生理、心理、及超自然因素。例如出體的主觀印象，目睹已故親人或宗教人物，超越自我與時空邊界及其他超然經驗（Lukoff, Lu & Turner, 1998; Greyson, 2003）。這種經驗通常跟隨一個特定模式或過程，首先會感覺到懸浮於自己的肉體之上，看見四周事物，然後會感覺到穿越一條隧道，遇見已故親人，在終結時感受到光。（Morse, Conner & Tyler, 1985）。

## 怀疑論
加拿大安大略省索德柏立市勞瑞遜大學的神經科學家波辛格，就能在自己實驗室裡，藉由讓顳葉接受某種磁場而製造出竅的感覺。